# Quadra Island
Quadra Island ist eine Insel, die zwischen Vancouver Island und dem Festland von British Columbia in Kanada liegt. Sie ist die größte Insel unter den Discovery Islands und ist von Vancouver Island durch die Discovery Passage, hier den Abschnitt der Seymour Narrows und vom benachbarten Cortes Island durch den Sutil Channel getrennt. Innerhalb der Inselgruppe ist Quadra Island, vor West Redonda Island und Sonora Island, die mit Abstand größte Insel.

## Bevölkerung
2006 wohnten auf der Insel 2472 Menschen, das waren 76 weniger als im Jahr 2001. Da die Anzahl der Indianer, genauer der Kwa' Kwa' Ka' Wa'Kw First Nation, die wiederum zu den Kwakwaka'wakw gehören, separat ermittelt wird, ist sie in den Einwohnerzahlen nicht enthalten. 
Sie werden von Indigenous and Northern Affairs Canada als Cape Mudge bezeichnet und leben in fünf Reservaten im Süden der Insel mit einer Gesamtfläche von etwas über 660 ha. Diese sind Cape Mudge 10 (mit einer Fläche von 444,6 ha), Drew Harbour 9 (94 ha), Open Bay 8 (3,7 ha), Quinsam 12 (116,3 ha) und Village Bay 7 (4,5 ha).
Zur First Nation gehörten im Januar 2010 genau 935 anerkannte Indianer, von denen 336 in den eigenen Reservaten lebten. Im Mai 2011 waren es bereits 976, von denen 341 im Reservat lebten, im April 2019 zählte man 1152 „Cape Mudge“, davon 337 im eigenen Reservat.
Die Insel wurde 1903 vom Geographic Board of Canada nach Juan Francisco de la Bodega y Quadra benannt, der Ende des 18. Jahrhunderts die spanischen Kolonialinteressen vertrat.

## Geschichte
1792 erreichte der Brite George Vancouver als erster Europäer mit seinen Schiffen HMS Discovery und HMS Chatham die Region. Vancouver traf in der Region nördlich der Insel auf den südlichsten der Kwakwaka'wakw-Stämme, die Lekwiltok. Auf Quadra Island fand der erste Kontakt an einem Ort namens Tsa-Kwa-Luten statt, was ‚Versammlungsplatz‘ bedeutet. Hier lebten bis etwa 1841 Küsten-Salish. Als 1859 die HMS Plumper unter Kapitän George Henry Richards die Inseln kartierte, stand sie einer Kwakwaka'wakw-Gruppe gegenüber, die die Gegend mit europäischen Gewehren unter ihre Herrschaft gebracht hatte. Dabei handelte es sich um die We-Wai-Kai von Cape Mudge und die Wei-Wai-Kum von Campbell River, die die Inseln beherrschten. Hinzu kamen die Walatsama von Salmon River und die Kwiakah im Philips Arm.
1884 bis 1951 waren die Potlatch-Feiern verboten, manche Kulturgegenstände wurden verbrannt, viele zwangsweise verkauft. 1921 veranstaltete Dan Crammer auf Village Island ein Potlatch. 1922 drohte der Indianeragent William Halliday den Teilnehmern am Crammer-Potlatch mit Gefängnisstrafen, es sei denn, sie lieferten einige der Kultgegenstände aus. Die Lekwiltok von Quadra Island, aber auch die Mamalilikulla von Village Island und die 'Namgis von Alert Bay erklärten sich damit einverstanden. Halliday sammelte die bei den Tänzen gebrauchten Objekte, wie etwa Masken ein, und ließ sie in der Kirche von Alert Bay ausstellen. Für 291 Dollar verkaufte er 35 dieser Objekte an den amerikanischen Sammler George Heye. Damit handelte er sich allerdings einen Verweis von seinen Vorgesetzten ein, da er die wertvollen Objekte in die USA verkauft hatte. 21 Teilnehmer des Potlatch erklärten sich nicht mit dem „Geschäft“ einverstanden und wurden dafür ins Gefängnis, in das Oakalla Prison in Burnaby gesperrt. 20 von ihnen wurden zu zwei Monaten Gefängnis verurteilt, der Nimkish Charlie Hunt, der zum zweiten Mal an einer Feier teilgenommen hatte, erhielt sechs Monate.
Die indianische Bevölkerung wurde in Reservate abgedrängt, die Kinder unterlagen der Schulpflicht, was für sie einen erzwungenen Aufenthalt in weit abgelegenen Internaten bedeutete, und durften ihre Muttersprache nicht mehr gebrauchen. Daher sprechen heute nur noch rund 40, meist Ältere, die ursprüngliche Sprache, die meisten sprechen nur noch Englisch.

## Bildung
Nahe der Anlegestelle der Fähren befindet sich eine der Siedlungen, nämlich Quathiaski Cove, eine weitere am Cortes Island Ferry Terminal in der Heriot Bay. Es existiert eine elementary school, eine Art Grundschule auf der Insel, doch müssen die älteren Schüler (grade 7 bis 12) nach Campbell River in die École Phoenix Middle School oder die Carihi Secondary School gehen.

## Verkehr
Zu erreichen ist die Insel, via Quathiaski Cove im Südwesten der Insel, mit einer Fähre der BC Ferries von Campbell River aus. Im Nordosten der Insel befindet sich ein weiteres Fährterminal von wo aus Fähren nach Cortes Island verkehren.

## Museum und Kulturzentrum
In Cape Mudge entstand das Kwagiulth Museum and Cultural Centre, das heutige Nuyumbalees Cultural Centre. Nuyumbalees bedeutet Anfang, was sich darauf bezieht, dass die von Ethnologen und Kunsthändlern entführten kulturellen Schätze hierher zurückgebracht worden sind. Dieses Zentrum wurde von der 1975 vom Traditionellen Häuptling gegründeten Nuyumbalees Society vorbereitet. Sie handelte mit mehreren Museen, unter ihnen das National Museum of Man in Ottawa, das Royal Ontario Museum in Toronto und das National Museum of the American Indian in New York, die Rückgabe der zeremoniellen Gegenstände aus, vor allem der für den Potlatch wichtigen. Hinzu kamen die zeremoniellen Gegenstände der Häuptlinge (Regalia). Nach der Errichtung des Zentrums und Schulungen für die Aufbewahrung, Konservierung und Ausstellung Zuständigen, wurde das Museum im Februar 1979 eröffnet. Nach Umbauarbeiten erfolgte 2007 die Neueröffnung.

## Sehenswürdigkeiten
Auf Quadra Island gibt es mehrere Regional und Provincial Parks.
- Blenkin Regional Park
- Cape Mudge Lighthouse
- Main Lake Provincial Park
- Octopus Islands Provincial Marine Park
- Rebecca Spit Provincial Park
- Small Inlet Provincial Marine Park
- Surge Narrows Provincial Park

Der Surge Narrows Provincial Park umfasst dabei nicht nur Gebiet auf Quadra Island, sondern auch verschiedene der hier östlich gelegenen Inseln der Settlers Group sowie auf dem benachbarten Maurelle Island und den sie alle verbindende Wasserflächen.